# Ali Harmouch
Ali Harmouch – australijski zapaśnik walczący w stylu wolnym. Brązowy medalista mistrzostw Oceanii w 2010 i mistrz Oceanii juniorów w 2010 roku. 